# Roberto López Alcaide
Pour les articles homonymes, voir Alcaide.
Roberto López, né le 24 avril 2000 à Saragosse en Espagne, est un footballeur espagnol qui évolue au poste de milieu offensif au CD Leganés.

## Biographie

### Real Sociedad
Né à Saragosse en Espagne, Roberto López est formé à la Real Sociedad qu'il rejoint en 2015 en provenance de l'UD Amistad. En juin 2018, il est promu en équipe réserve, et prolonge son contrat avec son club formateur jusqu'en 2022. 
Après être devenu un joueur régulier de l'équipe B, il prolonge à nouveau, le 7 décembre de la même année. Le 14 janvier 2019, Roberto López joue son premier match en équipe première, lors d'une rencontre de Liga face au RCD Espanyol. Il entre en jeu à la place de Luca Sangalli, lors de cette rencontre remportée par son équipe sur le score de trois buts à deux. 
Le 10 septembre 2020, López est intégré définitivement à l'équipe première. Trois jours plus tard, il inscrit son premier but face au Real Valladolid, en championnat. Titulaire pour la première fois en équipe première ce jour-là, López inscrit sur coup franc un but qui permet à son équipe de faire match nul alors que la Real Sociedad était menée d'un but. 
Il retourne avec l'équipe B, tout juste promue en deuxième division pour la saison 2021-22, afin de renforcer l'effectif. 
Le 27 juin 2022, López est envoyé en prêt au CD Mirandés pour une saison, club évoluant en Segunda División. Sous les ordres de l'entraîneur basque Joseba Etxeberria, le jeune milieu gagne en temps et réalise une saison de qualité, disputant quarante-deux matchs toutes compétitions confondues aux cours desquels il inscrit huit buts et délivre quatre passes décisives.
De retour de prêt à la Real en juin 2023, López est de nouveau prêté pour une saison dans un club de deuxième division, rejoignant cette fois-ci le CD Tenerife.

### En sélection
Avec les moins de 19 ans, il participe aux éliminatoires du championnat d'Europe des moins de 19 ans 2019. En octobre 2018, il se met en évidence lors d'un match contre Andorre, en marquant un but et en délivrant une passe décisive.